# Michel Jacot
Michel Jacot (* 7. September 1940 in Berlin; † 2. März 2023; eigentlich Michael Jakubek) war ein deutscher Schauspieler und Maler.

## Leben und Karriere
Der in Salzwedel aufgewachsene Michel Jacot ging vor dem Mauerbau nach West-Berlin und begann 1962 eine Schauspiel- und Gesangsausbildung in München. In dieser Zeit wirkte er auch in ersten Filmproduktionen wie Schneewittchen und die sieben Gaukler oder Kapitän Sindbad (1962) mit. Neben Kollegen wie Sascha Hehn und Heiner Lauterbach fand er in den 1970er Jahren weitere Rollen. Der blonde und langhaarige Beau Michel Jacot galt schnell als „leading man“ der deutschen Sexfilmwelle.
In den 1970er Jahren spielte er unter anderem in Filmen wie Frauen, die für Sex bezahlen oder Was Schulmädchen verschweigen. Mit der Rolle des Heiner Lenz in Franz Marischkas Laß jucken, Kumpel wurde Michel Jacot Held einer Kinoserie, die vom Sex- und Liebesleben eines Arbeiters berichtet. Der Film erhielt im Jahr 1972 die Goldene Leinwand als Auszeichnung. Jacot spielte die Rolle ein weiteres Mal in Das Bullenkloster, in dem sich das Paar aus dem ersten Teil nach vorübergehender Trennung versöhnt. Ab dem dritten Teil der Reihe wurde die Person der Rolle als verunglückt nicht mehr eingesetzt. Im fünften Teil der Kumpel-Reihe Täglich Blasmusik im Hinterhaus – Der Kumpel läßt das Jucken nicht aus dem Jahre 1975, wurden Archivszenen aus Das Bullenkloster mit Jacot in einer Rückblende verwendet. Außerdem spielte Jacot 1981 in dem Spin-off Laß laufen, Kumpel eine Nebenrolle als Bergmann Erwin Borowski.
Michel Jacot übernahm nach der Rolle des Ted in Alfred Vohrers Simmel-Verfilmung Alle Menschen werden Brüder (1973) weitere ernsthafte Rollen, so unter anderem neben Hermann Prey in Jean-Pierre Ponnelles mit dem Prix Italia ausgezeichneten Carmina-Burana-Verfilmung (1975) und in Derrick (als Kerrak in der Folge Schock, 1976). Michel Jacot spielt Rollen in zahlreichen TV-Serien wie Der Kommissar, Der Alte und Aktenzeichen XY … ungelöst.
Während seiner Filmkarriere, in der unter anderem die Erica-Jong-Verfilmung Freude am Fliegen (1977) und der Boney-M.-Film Disco-Fieber (1978) folgten, arbeitete er seit 1974 auch als Journalist und Fotograf. In den 80er Jahren widmete sich Michel Jacot auch dem Rallyesport und gründete als Unternehmer eine Speditionsfirma auf der kanarischen Insel Lanzarote.
Nach einer schweren Leberzirrhose widmete er sich der Malerei und arbeitete ab 2000 als Kunstmaler. Sein Bild Der Knall im All wurde als Siegerbild bei der Reha-fair in Berlin 2006 gewählt. Er war ab 2011 Mitglied in der Künstlerinitiative Les Montmartrois en Europe.

## Filmografie
- 1962: Dicke Luft
- 1962: Schneewittchen und die sieben Gaukler
- 1963: Der Belagerungszustand (TV)
- 1963: Kapitän Sindbad
- 1969: Wenn Täubchen Federn lassen
- 1970: Der Kommissar (Fernsehserie, 1 Episode)
- 1971: Verbotene Sexualität
- 1971: Die nackte Gräfin
- 1971: Paragraph 218 – Wir haben abgetrieben, Herr Staatsanwalt
- 1972: Die Auto-Nummer – Sex auf Rädern
- 1972: Deutsche Novelle (TV)
- 1972: Laß jucken, Kumpel
- 1972: Massagesalon der jungen Mädchen
- 1972: Semmel, Wurst und Birkenwasser
- 1973: Alle Menschen werden Brüder
- 1973: Liebesgrüße aus der Lederhose
- 1973: Was Schulmädchen verschweigen
- 1973: Laß jucken, Kumpel 2. Teil – Das Bullenkloster
- 1973: Eine Armee Gretchen
- 1973: Hausfrauen-Report 4
- 1973: Der Bumsladen-Boß
- 1974: Der Teufel in Miss Jonas
- 1974: Danish Love Acts
- 1974: Bibi – Lustreport einer Frühreifen
- 1974: Frauen, die für Sex bezahlen
- 1974: Was geschah wirklich mit Miss Jonas?
- 1974: Die Sex-Spelunke von Bangkok
- 1974–1982: Aktenzeichen XY … ungelöst (Fernsehserie, 11 Episoden)
- 1975: Carmina burana
- 1975: Mädchen die sich (selbst) bedienen
- 1975: Heisser Sex in Bangkok
- 1976: Derrick – (Folge 20: Schock) (Fernsehserie)
- 1976: Liebeshunger (Kurzfilm)
- 1977: Der Alte – (Folge 3: Der Alte schlägt zweimal zu) (Fernsehserie)
- 1977: Natascha – Todesgrüße aus Moskau
- 1977: Freude am Fliegen
- 1978: Schulmädchen-Report. 12. Teil: Junge Mädchen brauchen Liebe
- 1978: Die munteren Sexspiele der Nachbarn
- 1979: Disco-Fieber
- 1979: Libidomania – Alle Abarten dieser Welt
- 1981: Laß laufen, Kumpel
- 1982: Väter (TV)
- 1984: Drei Damen vom Grill (Fernsehserie, 1 Episode)
- 1985: Alpha City – Abgerechnet wird nachts

## Artikel
- Torsten Adam: „Michel Jacot alias Michael Jakubeck blickt auf ein bewegtes Leben zurück“. Volksstimme, Salzwedel, 27. Februar 2007. Jeetze-Kurier Salzwedel „Michel Jacot alias Michael Jakubeck“
- Christine Gerber-Hornberger: „Michel Jacot hat mehrfach dem Tod ins Auge geschaut“. Heilbronner Stimme, Heilbronn,  19. Januar 2013. Stimme.de – Artikel: „Michel Jacot hat mehrfach dem Tod ins Auge geschaut“
- Simon Gajer: „Michel Jacot versteigert Triptychon für guten Zweck“. Heilbronner Stimme, Heilbronn, 2. Februar 2013. Stimme.de – Artikel: „Michel Jacot versteigert Triptychon für guten Zweck“
- Martina Kitzing-Bretz: „Bad Rappenau – Der Berliner Maler und Fotograf Michel Jacot stellt im Wasserschloss aus“. Heilbronner Stimme, Heilbronn, 14. Februar 2013. Stimme.de – Artikel: "Das Unbekannte in der Kunst
- Simon Gajer: „Jacot-Gemälde hängt jetzt im Rathaus“. Heilbronner Stimme, Heilbronn, 11. März 2013. Stimme.de – Artikel: „Jacot-Gemälde hängt jetzt im Rathaus“